# Акафист

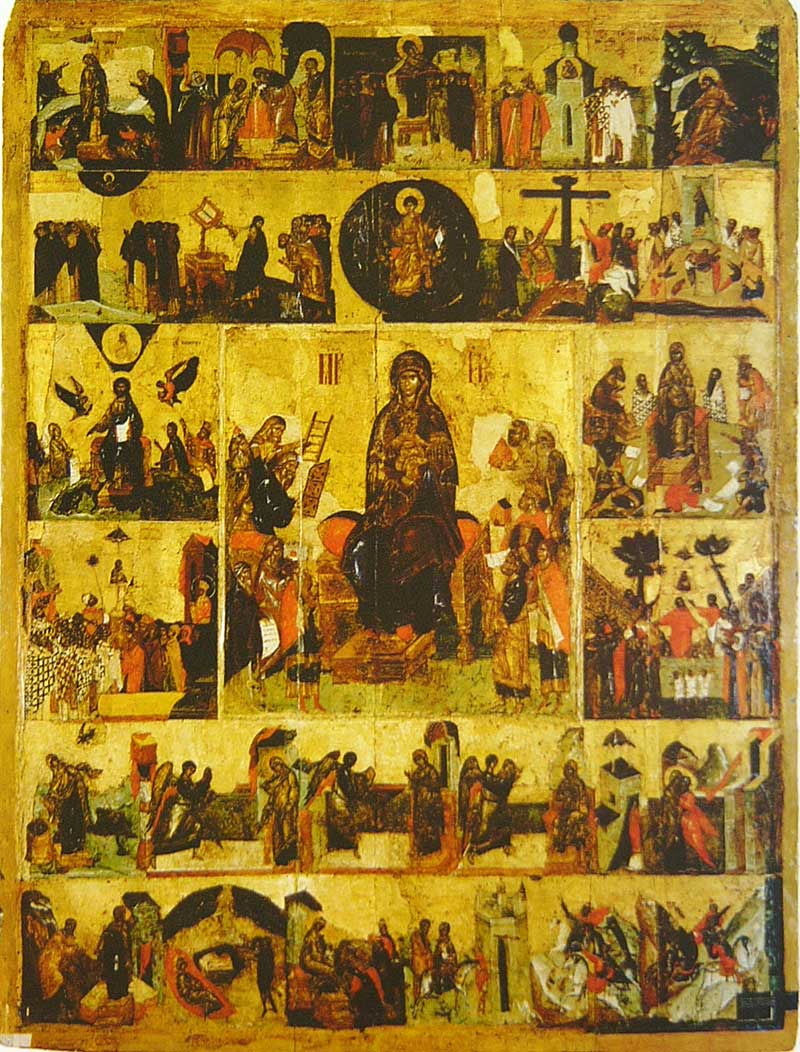
Похвала Богоматери с акафистом в клеймах.
Русская икона конца XIV века.
Успенский собор Московского Кремля

Ака́фист (греч. ὁ ἀκάθιστος  ὕμνος, также неседа́лен, неседа́льная песнь, то есть «песнь, которую поют, не садясь, стоя») — жанр православной церковной гимнографии, представляющий собой хвалебно-благодарственное пение, посвящённое Господу Богу, Богородице, ангелу или (чаще всего) тому или иному святому (святой, святым). В отличие от древних кондаков, содержит хайретизмы (ряд восхвалений, начинающихся со слова Радуйся).

## История
Первоначально и долгое время термин применялся только к тексту, обозначаемому в русском обиходе как Акафист Пресвятей Богородице, или Великий акафист, который дал формальную схему всем позднейшим акафистам, написанным в подражание ему.
Приписывается различным авторам, в том числе Роману Сладкопевцу, что, однако, не имеет достоверного подтверждения.
Возник, вероятнее всего, в VI веке (согласно некоторым предположениям, между III и IV Вселенскими соборами); точно не позднее 626 года, когда для него заново был сочинён зачин Взбранной Воеводе — так называемый проимий (греч. προοίμιον; 1-й кондак в русской традиции), или кукулий (греч. κουκούλιον — капюшон).
Проимий Акафиста не связан с содержанием остальной части Акафиста и имеет иную метрическую структуру; он, несомненно, представляет собой позднейшее добавление к тексту.
Его появление обычно связывают с осадой Константинополя летом 626 года аварами и славянами; представляет собою победную благодарственную песнь, обращённую к Богородице от лица «Ея града», то есть Константинополя, избавленного от «злых». В современном (по крайней мере, с XV века) церковнославянском переводе слова «град Твой» заменены на «раби Твои».

## Структура

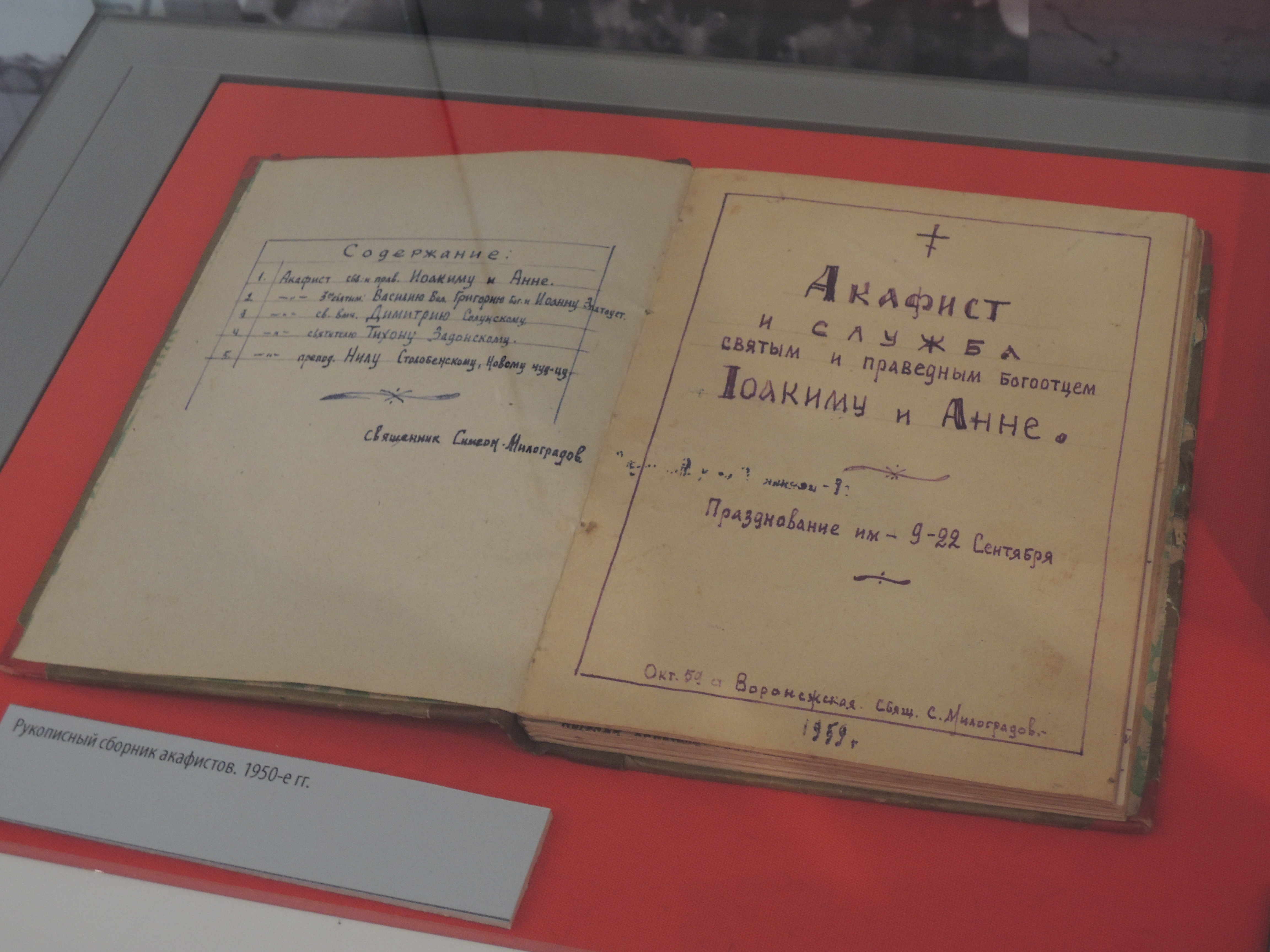

После вступления (кукулия) следует 12 больших строф (икосов) и 12 меньших строф (кондаков), причём икосы завершаются хайретизмом (рефреном «Радуйся!»), а кондаки — «Аллилуйя!».
Хайретизмы следуют за вводной частью икоса и составляют основной объём текста. В каждом икосе — 12 хайретизмов, объединённых в греческом оригинале попарно изосиллабизмом, а также тождеством метрического рисунка.
Вступление акафиста обычно начинается со слов: «Возбранный чудотворче / воевода / угодниче Христов». Далее следует имя святого. После этого идут слова: «похвальными песньми почтим». Затем следует хайретизм: «Радуйся!».

## Литургическое использование
Устав говорит только о Великом акафисте, который читается на утрене праздника Похвалы Пресвятой Богородицы (суббота 5-й седмицы Великого поста).
Акафисты могут читаться также в составе молебна и некоторых других богослужений.
Акафист Пресвятей Богородице в славянской рукописной и старопечатной традиции может помещаться в различных типах богослужебных книг: Триоди Постной (подавляющее большинство случаев), Псалтири следованной, Часослове, Кондакаре, Акафистнике (с XV века), Богородичнике (с начала XIV века). Первоначально с Акафистом Пресвятей Богородице славяне познакомились, очевидно, в составе Постной Триоди, перевод которой, по косвенному свидетельству жития святого Климента Охридского, написанного Феофилактом, архиепископом Охридским (Болгарским), был завершён не позднее 916 года.

## Появление позднейших акафистов

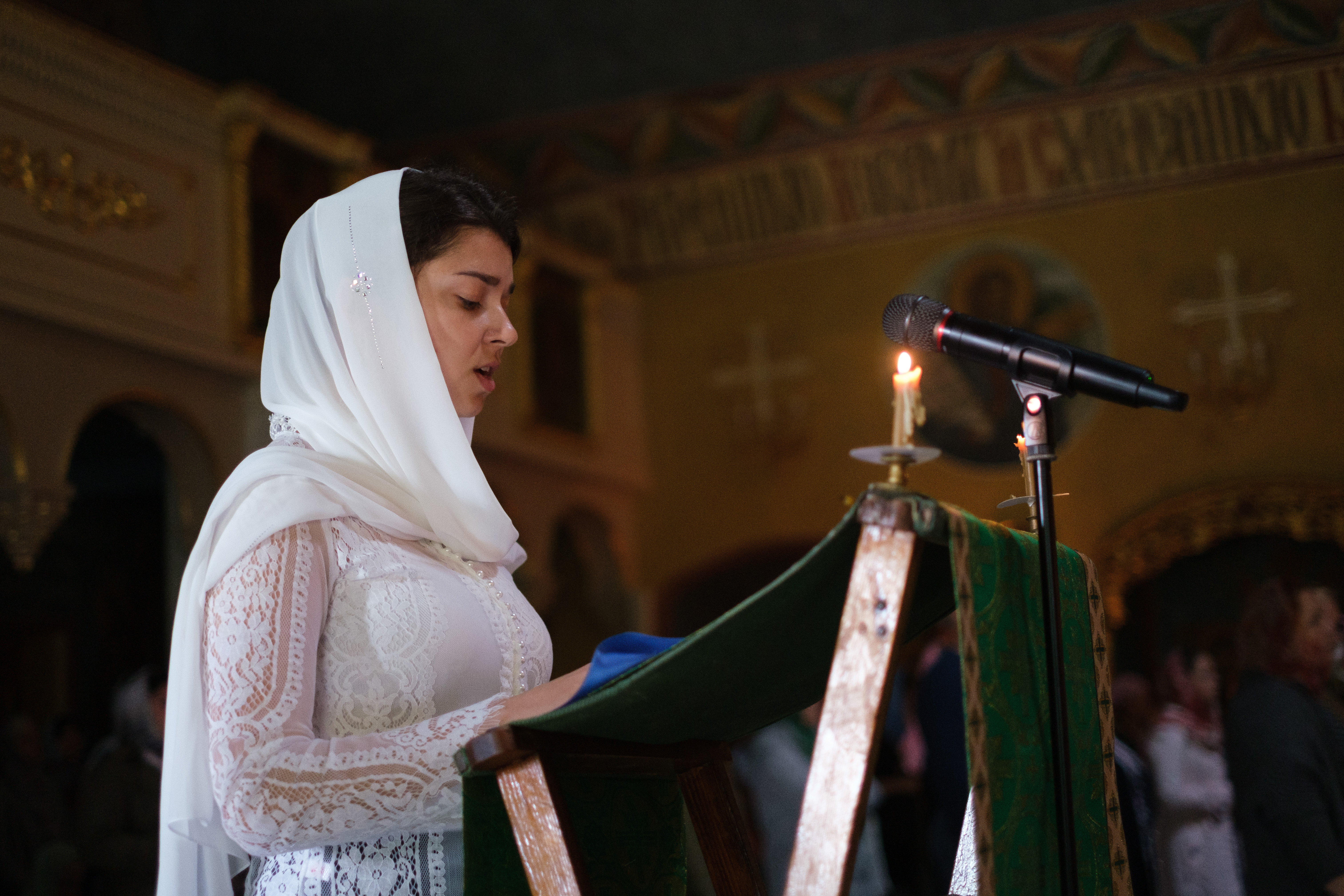
Чтение акафиста преподобному Сергию Радонежскому в Московской духовной академии в день его памяти

Появление гимнов, построенных по формальной модели Акафиста Пресвятей Богородице, имело место лишь на исходе византийской эпохи.
Старший список Акафиста Иисусу Сладчайшему датируется XIII веком; славянский перевод осуществлён в XIV веке, автор гимна неизвестен. Атрибуция иноку Феоктисту Студиту (IX век) — автору канона при этом Акафисте — или митрополиту Евхаитскому Иоанну Мавроподу (XI век) сомнительна. Существует предположение, что создание Акафиста Иисусу Сладчайшему связано с афонским монашеством конца XIII — начала XIV века, практикой исихазма и трудами преподобных Никифора Афонского (Исихаста) и Григория Синаита. Подтверждением служат древнейшие рукописи греческого подлинника и славянского перевода этого акафиста, найденные в библиотеках афонских монастырей.
Дальнейшее развитие жанра акафиста связано с именами Константинопольских патриархов Исидора I Вухираса (1341—1349) и Филофея Коккина (1353—1354, 1364—1376). На славянской почве известны семь гимнов патриарха Исидора, озаглавленных как «Икоси, подобны акафисту, творение Святейшаго Патриарха Новаго Рима, Константина града Кир Исидора». Это акафисты архистратигу Михаилу, Иоанну Предтече, святителю и Чудотворцу Николаю, Успению Божией Матери, Кресту Господню, апостолам Петру и Павлу, двенадцати апостолам.
Патриарху Филофею усвояют два акафиста: Всем святым, в составе одноимённой службы (греческий оригинал и церковнославянский перевод), и Живоносному Гробу и Воскресению Господню (церковнославянский перевод, с припевом: «Радуйся, Живоносный Гробе, из негоже Христос воскресе тридневен»). Кроме того, ему принадлежат молитвы, читаемые после Акафиста Иисусу Сладчайшему («Согреших, беззаконновах, неправдовах пред Тобою») и Пресвятой Богородице («Нескверная, Неблазная, Нетленная, Пречистая, Пренепорочная»).
В XIV веке был написан акафист, никогда не имевший литургического применения, — переложение Акафиста Пресвятой Богородице ямбическим триметром, сделанное придворным поэтом Мануилом Филом. Последний из известных акафистов византийской эпохи принадлежит Иоанну Евгенику (1-я половина XV века). Это Акафист апостолу Иоанну Богослову.
В греческой Церкви продолжали слагать новые акафисты; большое число текстов было написано гимнографом Герасимом Микраяннанитом.
Жанр акафиста получил широкое распространение в Русской православной церкви в XIX и начале XX веков. По данным Алексея Попова («Православные русские акафисты…»), к 1901 году цензорами духовного ведомства было одобрено к печати 158 акафистов, около 300 было отвергнуто.
Время гонений на Русскую православную церковь после революции 1917 года было временем акафистов, поскольку акафист можно читать и без священника. Как отмечает историк Алексей Беглов, акафисты стали наиболее распространённой формой упрощённых домашних богослужений в СССР, совершаемых в отсутствии священника и вообще людей, знающих богослужебный устав. Акафист имеет небольшой объём, поэтому его легко копировать, к тому же существенная часть акафистов написана на русифицированном варианте церковнославянского языка, и их легко воспринимать на слух. Если в дореволюционную эпоху появление новых акафистов несколько сдерживала цензура, то в XX веке акафисты создавали и распространяли в машинописных копиях очень активно.
Русское Зарубежье даёт примеры создания новых акафистов, отражающих реальность эмигрантского бытия, как «Светлая обитель странников бездомных».
Новый всплеск акафистографии наблюдался в конце XX — начале XXI века. Ежегодно появлялось до 40 — 50 новых церковнославянских акафистов. Последние обновления на сайте «Акафист» датированы сентябрём 2015 года. Среди наиболее плодовитых авторов — Евгений Храповицкий и Александр Трофимов.
Помимо церковнославянских акафистов, есть несколько сотен акафистов на других языках: греческом, румынском, сербском, английском, французском, болгарском, украинском, польском, грузинском, русском, чешском, словацком, новогреческом. Общее число оригинальных акафистов на разных языках, по данным священника Максима Плякина, на конец апреля 2025 года превысило 3 тысячи.

## Нормативные церковные документы об употреблении акафистов
14 мая 2018 года Священный синод Русской православной церкви, рассмотрев практику употребления акафистов в Русской православной церкви, постановил:

2. Отметив, что, с одной стороны, употребление акафистов в общественном богослужении до сих пор не имеет уставной регламентации, так как действующая редакция Типикона предполагает совершение акафиста только на утрене субботы пятой седмицы Великого поста, а с другой — в богослужебной практике используются и иные акафисты, подчеркнуть, что, по замечанию священноисповедника Афанасия, епископа Ковровского, акафисты могут использоваться «только в дополнение к основным частям богослужения, а не в замену им».
3. В связи с изложенным отметить, что тексты акафистов следует использовать преимущественно вне богослужебных последований, входящих в состав суточного круга, к примеру, в ходе паломничеств, крестных ходов или в соединении с беседами, проводимыми священнослужителями.
4. Признать при этом допустимым совершение акафистов при совершении молебна (перед чтением Евангелия), а также, исходя из действующей практики: на малой вечерне (после отпустительного тропаря), на вечерне (после стихир на стиховне либо после отпустительного тропаря), на повечерии (после Символа веры) или на утрене (после кафизмы или после шестой песни канона).
5. Не рекомендовать совершение акафистов после Божественной литургии, а также в период Святой Четыредесятницы, за исключением утрени субботы пятой седмицы и чинопоследования пассии в тех храмах, где имеется обычай совершать таковое чинопоследование.
6. Напомнить епархиальным Преосвященным, игуменам (игумениям) монастырей и настоятелям приходов и подворий о недопустимости использования текстов акафистов, не утверждённых Священным Синодом или не входящих в состав официальных изданий.
7. Обратить внимание епархиальных Преосвященных, что они могут благословлять официальную публикацию новосоставленных акафистов только местночтимым святым и только в пределах возглавляемых ими епархий (журнал Священного Синода № 80 от 1-2 октября 1993 года).
8. Поручить Издательству Московской Патриархии совместно с Рабочей группой по кодификации акафистов и выработке норм акафистного творчества подготовить сборник акафистов, рекомендуемых для общецерковного употребления.
9. Поручить Издательскому совету разместить список акафистов, утверждённых Священным Синодом, и их тексты на сайте Издательского совета или на особом интернет-сайте с последующим регулярным обновлением.
10. Поручить Синодальной богослужебной комиссии подготовить и представить на утверждение Священного Синода проект чинопоследования совершения молебного пения с акафистом для последующего включения в дополнительную часть Требника.
11. Рабочей группе по кодификации акафистов и выработке норм акафистного творчества принимать к рассмотрению акафисты новопрославленным святым только после составления и утверждения в установленном порядке полных богослужебных последований таковым святым.

## Примеры акафистов
- Акафист Иисусу Сладчайшему Архивная копия от 8 июля 2015 на Wayback Machine
- Акафист Успению Пресвятой Богородицы Архивная копия от 9 июля 2015 на Wayback Machine
- Акафист Пресвятой Богородице пред иконой «Тихвинская» Архивная копия от 8 июля 2015 на Wayback Machine
- Акафист святому постолу и евангелисту Луке Архивная копия от 7 июля 2015 на Wayback Machine
- Акафист святым благоверным князю Петру и княгине Февронии, Муромским Архивная копия от 7 июля 2015 на Wayback Machine
- Акафист преподобному Феодосию Тотемскому, Чудотворцу Архивная копия от 7 июля 2015 на Wayback Machine
- «Светлая обитель странников бездомных»